# Dawid Kain
Dawid Kain, właśc. Marcin Kiszela (ur. 1981 w Kolonii w Niemczech) – polski pisarz horroru, groteski i bizarro-fiction, poeta i eseista.

## Twórczość literacka
Publikował opowiadania w czasopismach fantastycznych (m.in. „Fraza”, „Magazyn Fantastyczny”, „TDH”, „Ubik”, „Czachopismo”), jak i w Internecie (m.in. Carpe Noctem, Esensja, Fahrenheit, Creatio Fantastica, Katedra, Gildia.pl). Wraz z Kazimierzem Kyrczem zadebiutował zbiorem opowiadań Piknik w piekle, a następnie wspólnie napisali również zbiór Horrorarium.
Opowiadania obu autorów epatują okrucieństwem, erotyką i wulgaryzmami, odzwierciedlając skrajne stany emocjonalne bohaterów będących w konflikcie z absurdem otaczającego ich świata. Okraszone czarnym humorem nowele przedstawiają najczęściej groteskowe, sprzeczne z prawdopodobieństwem i logiką, sytuacje. Jednocześnie trzymają dystans wobec elementów grozy, prowadząc dialog ze zjawiskiem literackim, jakim jest współczesna odmiana horroru.
W listopadzie 2007 roku na rynku pojawiła się pierwsza powieść Dawida Kaina - prawy, lewy, złamany, w 2012 roku udostępniona czytelnikom w formie darmowego ebooka. W 2018 roku ukazała się jego pierwsza powieść wydana pod prawdziwym nazwiskiem – Ostatni prorok.

## Publikacje

### Jako Dawid Kain
- Piknik w Piekle (wraz  z Kazimierzem Kyrczem)[3]
- Horrorarium (wraz  z Kazimierzem Kyrczem)
- Prawy, lewy, złamany
- Makabreski
- Gęba w niebie[4]
- Chory, chorszy, trup (wraz  z Kazimierzem Kyrczem)[5]
- Za pięć rewolta[6]
- Punkt wyjścia[7]
- Dyskoteka w krematorium (e-book, BookRage 2014)[8]

### Jako Marcin Kiszela
- Ostatni prorok (Genius Creations 2018)[9]
- Reputacja (2020)[10]; thriller